# Zeme (település)
Zeme (lombardul: Zeme) település Olaszországban, Lombardia régióban, Pavia megyében. Lakosainak száma 992 fő (2023. január 1.). Zeme Castello d’Agogna, Cozzo, Olevano di Lomellina, Sant’Angelo Lomellina, Valle Lomellina és Velezzo Lomellina községekkel határos.

## Népesség
A település lakossága az elmúlt években az alábbi módon változott:
| Lakosok száma | 1067 | 1030 | 992  |
|               | 2017 | 2018 | 2023 |